# Delicious Rendezvous
Delicious Rendezvous (en hangul, 맛남의 광장; en hanja, 美味的廣場; en RR, Mannamui gwangjang; en MR, mannamŭi kwangjang), también conocido como Tasty Square, es un programa de variedades de cocina de Corea del Sur. Es emitido por el canal SBS TV los días jueves a las 22:00 hrs. (KST).

## Formato
Delicious Rendezvous es un programa que desarrolla nuevos menús utilizando especialidades locales de baja demanda para ayudar a los agricultores. Originalmente, el concepto era vender estos menús en lugares de encuentro con grandes poblaciones flotantes, como áreas de descanso, aeropuertos y estaciones de tren, para convertirlos en platos populares, pero esta parte del concepto se eliminó después de que se notó que estos lugares se simplificaron: se vendieron versiones insatisfactorias de las recetas de los platos al público, lo que generó comentarios negativos.
Originalmente estaba programado para ser transmitido solo durante 12 episodios, pero continuó durante la primera mitad de 2020 debido a las críticas favorables.

## Cronología de transmisión
| Período                                           | Horario (KST)                                                                                                  | Tipo    |
| ------------------------------------------------- | --- | ------- |
| 13 de septiembre de 2019                          | Viernes 8:40 PM ~ 9:30 PM (Parte 1) Viernes 9:30 PM ~ 10:20 PM (Parte 2)                                       | Piloto  |
| 5 de diciembre de 2019 - 27 de febrero de 2020    | Jueves 10:00 PM ~ 10:40 PM (Parte 1) Jueves 10:40 PM ~ 11:10 PM (Parte 2) Jueves 11:10 PM ~ 11:50 PM (Parte 3) | Regular |
| 5 de marzo de 2020 - 27 de agosto de 2020         | Jueves 10:00 PM ~ 10:40 PM (Parte 1) Jueves 10:40 PM ~ 11:10 PM (Parte 2) Jueves 11:10 PM ~ 11:40 PM (Parte 3) | Regular |
| 3 de septiembre de 2020 - 9 de septiembre de 2021 | Jueves 8:55 PM ~ 9:35 PM (Parte 1) Jueves 9:35 PM ~ 10:05 PM (Parte 2) Jueves 10:05 PM ~ 10:35 PM (Parte 3)    | Regular |

## Miembros

### Presentadores actuales
| Artista        | Ocupación         | Episodios |
| -------------- | ----------------- | --------- |
| Baek Jong-won  | Chef - Empresario | 1 - 90    |
| Yang Se-hyung  | Comediante        | 1 - 90    |
| Kwak Dong-yeon | Actor             | 79 - 90   |
| Choi Won-young | Actor             | 79 - 90   |
| Choi Ye-bin    | Actriz            | 79 - 90   |

### Antiguos presentadores
| Artista       | Ocupación                                 | Episodios |
| ------------- | ----------------------------------------- | --------- |
| Jay Park      | Cantante, miembro de AOM                  | Piloto    |
| Baek Jin-hee  | Actriz                                    | Piloto    |
| Kim Hee-chul  | Cantante, miembro de Super Junior - Actor | 1 - 78    |
| Kim Dong-jun  | Cantante, miembro de ZE:A - Actor         | 1 - 78    |
| Yoo Byung-jae | Actor - Guionista                         | 36 - 78   |

## Temporadas
| Temporada | Temporada | Episodios | Episodios | Emisión original       | Emisión original        |
| Temporada | Temporada | Episodios | Episodios | Primera emisión        | Última emisión          |
| --------- | --------- | --------- | --------- | ---------------------- | ----------------------- |
|           | 2019      | 4         | 4         | 5 de diciembre de 2019 | 26 de diciembre de 2019 |
|           | 2020      | 52        | 52        | 2 de enero de 2020     | 24 de diciembre de 2020 |
|           | 2021      | 35        | 35        | 7 de enero de 2021     | 9 de septiembre de 2021 |

## Premios y nominaciones
| Año  | Premio                     | Categoría                                    | Receptor             | Resultado | Ref.          |
| ---- | -------------------------- | -------------------------------------------- | -------------------- | --------- | ------------- |
| 2019 | SBS Entertainment Awards   | Gran Premio (Daesang)                        | Baek Jong-won        | Nominado  |               |
| 2019 | SBS Entertainment Awards   | Lifetime Achievement Award                   | Baek Jong-won        | Ganador   | [ 9 ]         |
| 2019 | SBS Entertainment Awards   | Excellence Award in Reality Category         | Kim Hee-chul         | Ganador   | [ 10 ]        |
| 2019 | SBS Entertainment Awards   | Honorary Employee Award                      | Yang Se-hyung        | Ganador   | [ 9 ]         |
| 2019 | SBS Entertainment Awards   | Best Challenge Award                         | Kim Dong-jun         | Ganador   | [ 11 ]        |
| 2020 | Baeksang Arts Awards       | Best Entertainment Program                   | Delicious Rendezvous | Nominado  | [ 12 ]        |
| 2020 | Korean Broadcasting Awards | Entertainment / Variety                      | Delicious Rendezvous | Ganador   | [ 13 ]        |
| 2020 | SBS Entertainment Awards   | Gran Premio (Daesang)                        | Baek Jong-won        | Nominado  | [ 14 ]        |
| 2020 | SBS Entertainment Awards   | Gran Premio (Daesang)                        | Yang Se-hyung        | Nominado  | [ 14 ]        |
| 2020 | SBS Entertainment Awards   | Scriptwriter of the Year                     | Hwang Bo-kyung       | Ganador   | [ 15 ] [ 16 ] |
| 2020 | SBS Entertainment Awards   | Top Excellence Award in Reality Category     | Kim Hee-chul         | Ganador   | [ 15 ] [ 16 ] |
| 2020 | SBS Entertainment Awards   | Producer Award                               | Yang Se-hyung        | Ganador   | [ 15 ] [ 16 ] |
| 2020 | SBS Entertainment Awards   | Excellence Program Award in Reality Category | Delicious Rendezvous | Ganador   | [ 15 ] [ 16 ] |
| 2020 | Korea First Brand Awards   | Best Cooking Variety                         | Delicious Rendezvous | Ganador   | [ 17 ]        |